# Steve Abana
Steve Abana (ur. 1969) – salomoński polityk, deputowany do parlamentu, minister planowania i koordynacji pomocy w latach 2006–2007 oraz od grudnia 2007 do sierpnia 2010.

## Życiorys
Steve Abana zdobył dyplom z dziedziny rolnictwa tropikalnego na Uniwersytecie Południowego Pacyfiku. Przed zaangażowaniem się w działalność polityczną pracował jako dyrektor zarządzający w firmie Anolpha Enterprises.
W wyborach parlamentarnych 5 kwietnia 2006 zdobył mandat deputowanego w okręgu Malaita. Od maja do czerwca 2006 był członkiem parlamentarnej Komisji Legislacyjnej, a następnie od czerwca do października 2006 członkiem Komisji Rozliczeń Publicznych.
Od 16 października 2006 do 10 listopada 2007 zajmował stanowisko ministra planowania i koordynacji pomocy w rządzie premiera Manasseha Sogavare. 21 grudnia 2007 objął ten sam urząd w gabinecie Dereka Sikui. Został również przewodniczącym Partii Demokratycznej Wysp Salomona (Solomon Islands Democratic Party, SIDP).
W wyborach parlamentarnych 4 sierpnia 2010 odnowił mandat deputowanego, a jego partia uzyskała najwięcej mandatów (11 spośród 50) w Parlamencie Narodowym Wysp Salomona. 20 sierpnia 2010 został mianowany jednym z dwóch kandydatów na stanowisko nowego szefa rządu. Jednak w głosowaniu w parlamencie 25 sierpnia 2010 przegrał z Dannym Philipem stosunkiem głosów 23 do 26.